# Scotoplanes globosa
Cochon de mer
Espèce
Synonymes
- Scotoplanes theeli Ohshima, 1915

Le cochon de mer (Scotoplanes globosa) est une espèce de concombres de mer des abysses, de la famille des Elpidiidae.

## Description
L'espèce (puis le genre) a été décrite par le naturaliste Johan Hjalmar Théel en 1879, à l'occasion d'une expédition du célèbre HMS Challenger.
Ces holothuries sont caractérisées par leurs 7 paires de gros pieds (« podia »), leur corps gonflé, rosâtre pâle et presque translucide, et leurs quatre longues papilles dorsales. Ils arpentent lentement le fond des océans en fouillant le sédiment. Elles mesurent entre 10 et 20 cm de long.

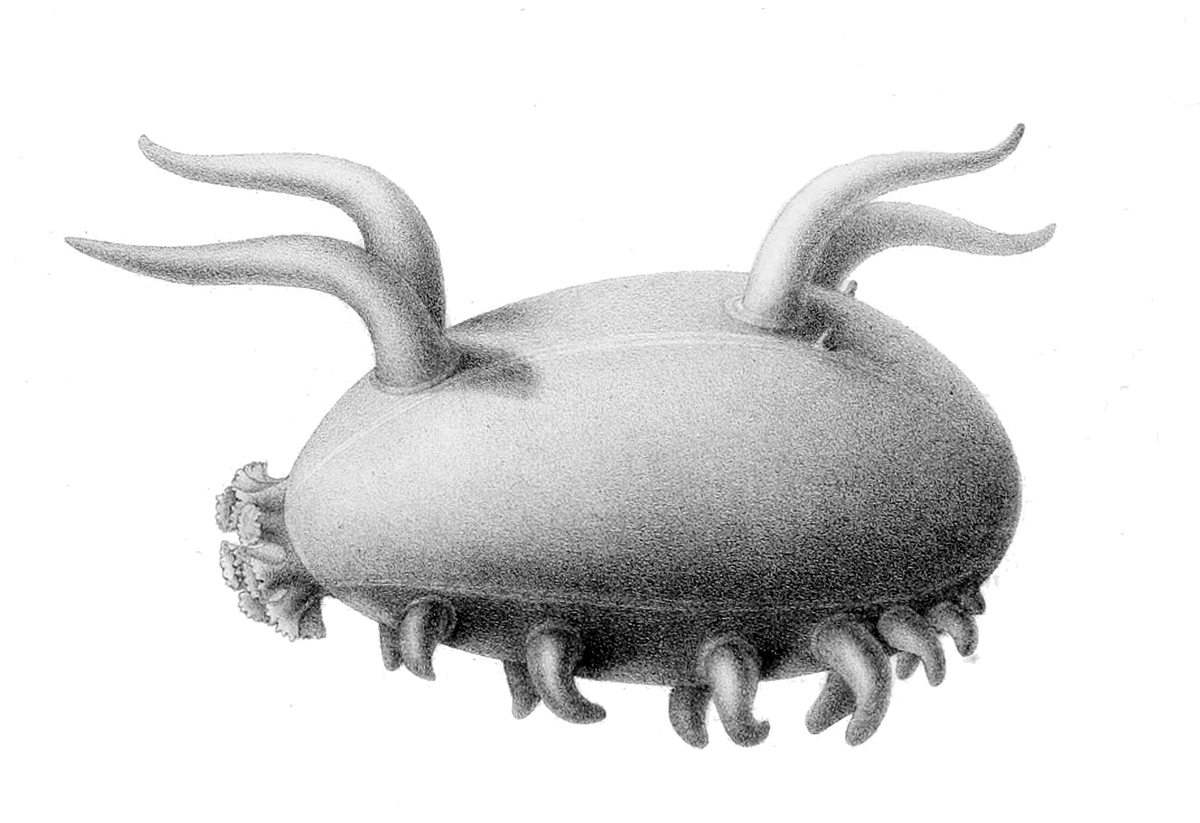
Dessin d'un Scotoplanes globosa.

## Habitat et répartition
L'espèce Scotoplanes globosa semble être la plus répandue du genre, trouvée dans tous les principaux bassins océaniques du globe en de multiples endroits. On les trouve principalement sur des fonds vaseux.
Ce sont toutes des espèces abyssales, vivant à des profondeurs extrêmes (« zone hadale ») : elles sont abondantes à plus de 6 000 mètres de profondeur, et ont été observées jusqu'à plus de 9 500 m. Ils vivent généralement en groupes très denses de plusieurs centaines d'individus, arpentant lentement le fond dans la même direction, en sens contraire au courant. Ce sont des dépositivores, qui se nourrissent en ingérant la couche supérieure du sédiment, préférentiellement le sédiment « frais » (tombé de la colonne d'eau il y a moins de 100 jours). Ils trient et portent ce sédiment à leur bouche au moyen de leurs tentacules peltés.

## Écologie et comportement
Ce sont des animaux grégaires et extrêmement lents, économisant le peu d'énergie qu'ils tirent de leur alimentation.
Ces espèces peuvent être parasitées par divers animaux, comme de petits mollusques gastéropodes du genre Stilapex ou des crustacés du genre Mirandotanais. Ils sont aussi souvent entourés de petits commensaux (crevettes, poissons...).